# Паллю, Франсуа

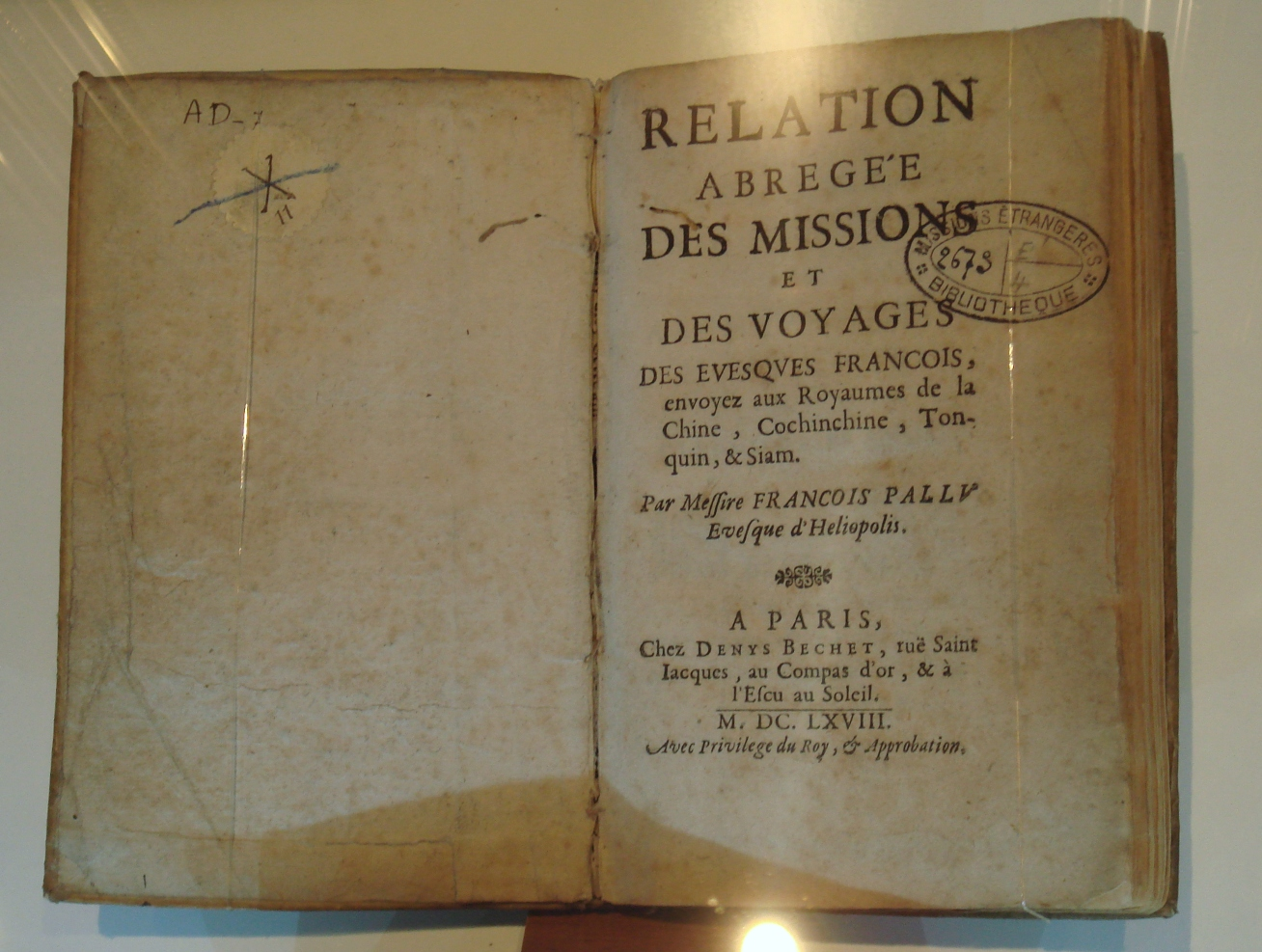
Книга Франсуа Паллю Relation abrégée des missions…, изданная в 1668 году в Париже

 Франсуа Паллю  (фр. François Pallu; 1626, Тур, Франция — 1684, Цзянсу, Китай) — католический миссионер, первый епископ епархии Фучжоу, один из основателей миссионерской католической организации «Парижское Общество Заграничных Миссий».

## Биография
В 1658 году Франсуа Паллю организовал вместе с Александром де Родом, Пьером Ламбером де ла Мотт и Игнатием Котоленди миссионерскую организацию «Парижское Общество Заграничных Миссий». В 1658 году был рукоположён в титулярного епископа Гелиополя Августамникского и назначен Святым Престолом апостольским викарием Тонкина (сегодня — Архиепархия Ханоя) и пяти областей Юго-Западного Китая.
Торговые компании, занимавшиеся торговлей с азиатскими странами, отказали Франсуа Паллю в месте на корабле и он был вынужден добираться в Юго-Восточную Азию по суше на перекладных через Персию и Индию. Путешествие, начатое из Марселя 26 ноября 1660 года, длилось 24 месяца. 3 января 1662 года он прибыл в Сиам, который стал отправной точкой его дальнейшей миссионерской деятельности. В 1665 году он основал в королевстве Аютия семинарию святого Иосифа для юношей из местного населения и школу в Пинанге, Малайзия.
С 1667 по 1673 год находился во Франции, где в 1668 году издал книгу «Relation abrégée des missions», в которой описал свою миссионерскую деятельность в Юго-Западной Азии. В 1673 году он вернулся в Сиам.
В 1674 году Франсуа Паллю отплыл в Тонкин, но корабль, застигнутый штормом, был вынужден на Филиппинах, в Маниле. На Филиппинах Франсуа Паллю был арестован испанцами и доставлен на корабле в Акапулько, Латинская Америка, где он был освобождён после вмешательства римского папы Климента XI и французского короля Людовика XIV. В 1682 году Франсуа Паллю возвратился в Сиам и в 1684 году прибыл в Китай, где руководил католической миссией в городе Фучжоу.
Франсуа Паллю умер в 1684 году в китайской провинции Цзянсу.

## Сочинения
- Mémoire sur l'état présent des missions et des évèques francais vicaires apostoliques dans la Chine et dans les royaumes de l’Orient (1677).
- Relations des missions et voyages des évèques, vicaires apostoliques, et leurs éclesiastiques"" (1680)

## Источник
- Anderson, Gerald H. Biographical Dictionary of Christian Missions Wm. B. Eerdmans Publishing, 1999 ISBN 0802846807
- Missions étrangères de Paris. 350 ans au service du Christ 2008 Editeurs Malesherbes Publications, Paris ISBN 9782916828107
- Les Missions Etrangères. Trois siecles et demi d’histoire et d’aventure en Asie Editions Perrin, 2008, ISBN 9782262025717